# Autostrada A862 (Niemcy)
Autostrada A862 (niem. Bundesautobahn 862 (BAB 862) także Autobahn 862 (A862)) – autostrada w Niemczech leżąca na południowym zachodzie niemieckiego landu Badenia-Wirtembergia. Stanowiła przedłużenie francuskiej autostrady A36, łącząc ją z niemiecką autostradą A5 poprzez węzeł drogowy Autobahndreieck Neuenburg. Ze swoją długością 400 metrów, A862 była najkrótszą autostradą w Niemczech. Obecnie stanowi odgałęzienie autostrady A5.